# Ciro Siciliano
Ciro Siciliano (Portici, 20 novembre 1908 – Forno, 13 giugno 1944) è stato un carabiniere italiano, decorato di medaglia d'oro al merito civile durante il corso della seconda guerra mondiale.

## Biografia
Nacque a Portici il 20 novembre 1908, figlio di Enrico e di Maria Peluso. Si arruolò nell'Arma dei Carabinieri il 10 marzo 1927 e al termine del Corso di formazione presso la Legione allievi di Roma fu assegnato alla stazione di Torre Annunziata Porto, dipendente dalla Legione di Napoli. Il 3 ottobre 1931 iniziò a frequentare il Corso allievi sottufficiali presso la Scuola centrale di Firenze. Promosso vicebrigadiere il 28 febbraio 1933, ricoprì l'incarico di addetto dapprima alla stazione carabinieri di Sant'Angelo dei Lombardi e poi presso quella di Sessa Aurunca. Il 1º giugno 1936 si imbarcò a Napoli per raggiungere Massaua, in Africa Orientale Italiana. Giunto in Eritrea, svolse incarichi presso la Scuola allievi zaptiè (9 giugno 1936), il Gruppo autonomo di Addis Abeba (1º aprile 1937) e poi presso la Legione provvisoria di quella città (1º luglio 1937). Il 31 ottobre 1937 fu promosso brigadiere. Nel marzo 1938 si imbarcò a Mogadiscio per ritornare in Italia e nel settembre di quello stesso anno assunse il comando della stazione carabinieri di Forno, reparto alle dipendenze della Legione carabinieri di Livorno. Il 15 aprile 1942, in piena seconda guerra mondiale, venne promosso maresciallo d'alloggio. 
Nell’estate del 1944 si trovava sempre a Forno, una piccola frazione di cavatori in provincia di Massa, situata ai piedi delle Alpi Apuane. Il 13 giugno 1944 non era in caserma, ma si trovava a casa in quanto in convalescenza perché febbricitante. Quando seppe dell'arrivo dei militari nazifascisti ritornò subito in caserma e il suo arrivo, cui seguirono le sue vementi proteste contro i tedeschi e il loro comportamento, fece sì che tutta la popolazione considerata non atta alle armi venisse separata da quella destinata ad essere passata per le armi e concentrata in via Dei Campi.
Venne fucilato quello stesso giorno su ordine del tenente della Xª Flottiglia MAS Umberto Bertozzi, dopo essere stato brevemente interrogato, nell'eccidio nazifascista tristemente noto come strage di Forno, avvenuta in seguito alla riconquista di Forno da parte di militari della Repubblica Sociale Italiana e tedeschi al comando del maggiore Reder, che solo quattro giorni prima era stata occupata da formazioni partigiane di "Tito" e proclamata Repubblica Libera di Forno. Le SS tedesche, unitamente a reparti della Xª MAS, lo accusarono di collaborazionismo con le bande partigiane di Marcello Garosi per aver consegnato ai partigiani la caserma dei carabinieri, dove avevano stabilito il loro comando, e avervi fraternizzato.
Aveva 36 anni ed era coniugato con Anna Pegollo, originaria di Forno, con la quale aveva avuto due figli, Marisa Luisa nel 1941 ed Enrico Adamo nel 1942.

### Premio Ciro Siciliano
Dal 2007 si svolge il premio-concorso “Maresciallo Ciro Siciliano - Pace giustizia libertà democrazia”, rivolto in particolare agli studenti delle scuole del territorio apuano, i quali affrontano il tema della memoria dei fatti accaduti nel 1944 attraverso elaborati scritti, poesie, interviste e disegni grafici.